# Vallée du Silicium
 (août 2025).
Motif : Ouvrage récent  avec un caractère publicitaire marqué
- Archive Wikiwix
- Bing
- Cairn
- DuckDuckGo
- E. Universalis
- Gallica
- Google
- G. Books
- G. News
- G. Scholar
- Persée
- Qwant
- (zh) Baidu
- (ru) Yandex
- (wd) trouver des œuvres sur Wikidata

| 1. | Préciser le motif de la pose du bandeau. | Précisez le motif de la pose du bandeau en utilisant la syntaxe suivante : {{admissibilité à vérifier\|date=août 2025\|motif=remplacez ce texte par le motif}}                          |
| 2. | Informer les utilisateurs concernés.     | Pensez à avertir le créateur de l'article, par exemple, en insérant le code ci-dessous sur sa page de discussion : {{subst:avertissement admissibilité à vérifier\|Vallée du Silicium}} |

 (juillet 2025).
 (juillet 2025).
La mise en forme du texte ne suit pas les recommandations de Wikipédia : il faut le « wikifier ».
Les points d'amélioration suivants sont les cas les plus fréquents :
- Les titres sont pré-formatés par le logiciel. Ils ne sont ni en capitales, ni en gras.
- Le texte ne doit pas être écrit en capitales (les noms de famille non plus), ni en gras, ni en italique, ni en « petit »…
- Le gras n'est utilisé que pour surligner le titre de l'article dans l'introduction, une seule fois.
- L'italique est rarement utilisé : mots en langue étrangère, titres d'œuvres, noms de bateaux, etc.
- Les citations ne sont pas en italique mais en corps de texte normal. Elles sont entourées par des guillemets français : « et ».
- Les listes à puces sont à éviter, des paragraphes rédigés étant largement préférés. Les tableaux sont à réserver à la présentation de données structurées (résultats, etc.).
- Les appels de note de bas de page (petits chiffres en exposant, introduits par l'outil «  Source ») sont à placer entre la fin de phrase et le point final[comme ça].
- Les liens internes (vers d'autres articles de Wikipédia) sont à choisir avec parcimonie. Créez des liens vers des articles approfondissant le sujet. Les termes génériques sans rapport avec le sujet sont à éviter, ainsi que les répétitions de liens vers un même terme.
- Les liens externes sont à placer uniquement dans une section « Liens externes », à la fin de l'article. Ces liens sont à choisir avec parcimonie suivant les règles définies. Si un lien sert de source à l'article, son insertion dans le texte est à faire par les notes de bas de page.
- La présentation des références doit suivre les conventions bibliographiques. Il est recommandé d'utiliser les modèles {{Ouvrage}}, {{Chapitre}}, {{Article}}, {{Lien web}} et/ou {{Bibliographie}}. Le mode d'édition visuel peut mettre en forme automatiquement les références.
- Insérer une infobox (cadre d'informations à droite) n'est pas obligatoire pour parachever la mise en page.

Pour une aide détaillée, merci de consulter Aide:Wikification.
Si vous pensez que ces points ont été résolus, vous pouvez retirer ce bandeau et améliorer la mise en forme d'un autre article.
Vallée du silicium est un ouvrage d’Alain Damasio, écrivain français de science-fiction. Publié en 2024, cet essai mêle journal de résidence, critique sociale et fiction. Le livre est composé de sept chroniques littéraires suivies d'une nouvelle de science-fiction intitulée Lavée du silicium.

## Présentation générale
Vallée du silicium  est né de l’expérience d'Alain Damasio à San Francisco, au cœur de la Silicon Valley, dans le cadre d’une résidence d’écriture à la Villa Albertine,,.
Damasio cherche à comprendre comment les technologies numériques transforment nos vies, nos relations humaines, nos corps et nos manières de penser. À travers une écriture à la fois poétique, critique et philosophique, il propose une lecture personnelle et politique de la Silicon Valley, qu’il voit comme l’incarnation d’un modèle de société à la fois fascinant et dangereux,.

## Table des matières
Le livre est composé de sept chroniques explorant différents aspects de la Silicon Valley et de ses effets technologiques, sociaux et culturels, suivies d’une nouvelle de science-fiction,.

### 1. Un seul anneau pour les gouverner tous?
Réflexion sur Apple Park, présenté comme un temple sacralisé du capitalisme technologique. Damasio interroge l’aura quasi mystique du design et de la marque, et y voit l’aboutissement d’un pouvoir unifié sous couvert d’élégance fonctionnelle.

### 2. La ville aux voitures vides
Analyse du développement des voitures autonomes à San Francisco. L’auteur y voit une dépossession croissante de nos gestes quotidiens et une illusion de maîtrise, incarnée par des véhicules qui circulent sans conducteurs ni regards.

### 3. La ligne de coupe
Exploration des logiques de surveillance et de traçage algorithmique dans l’espace urbain. Ce chapitre questionne les frontières invisibles que les technologies dressent autour des individus.

### 4. Love me Tenderloin
Chronique du quartier le plus pauvre de San Francisco, en proie à la misère, au crack et au fentanyl. Par contraste avec les campus high-tech, Damasio évoque un monde laissé à l’abandon au cœur même de la capitale technologique mondiale.

### 5. Le problème à quatre corps
Texte sur les tensions entre le corps biologique, le corps numérique, le corps social et le corps politique. Il y développe une pensée du corps comme espace de résistance aux injonctions technologiques.

### 6. Trouvère – Portrait du programmeur en artiste
Rencontre avec un développeur «poète» de la Silicon Valley. Damasio cherche à comprendre s’il est encore possible de coder autrement, de créer en échappant aux logiques  dominantes.

### 7. Pouvoir ou puissance?
Réflexion sur les modèles de gouvernementalité dans les sociétés techno-capitalistes. Damasio mobilise Spinoza et Deleuze pour distinguer une puissance d’agir émancipatrice d’un pouvoir de contrôle systémique.

### Nouvelle finale: Lavée du silicium
Fiction dystopique mettant en scène une famille enfermée dans une tour ultra-connectée, en proie à une catastrophe climatique. L’IA omniprésente efface les distinctions entre humains et machines, accentuant l’effondrement sensible du monde.